# Станкевич, Ян
Ян Станке́вич  (бел. Ян Станкевіч (Янка Станкеўчык); 26 ноября 1891, дер. Орленяты, Ошмянский уезд, Виленская губерния, Российская империя — 16 августа 1976, Хоторн, округ Пассейик, Нью-Джерси, США) — белорусский языковед, историк, педагог, политик. Доктор славянской истории и филологии (1926). Переводчик Библии. Создатель своеобразного варианта белорусского литературного языка.

## Биографический очерк
Родился в деревне Орленяты (ныне Сморгонский район, Гродненская область, Республика Беларусь).
Начальное образование: городское училище в Ошмянах. Читатель и корреспондент «Нашей нивы». В Первую мировую войну — в действующей российской армии (Румынский фронт), в 1917 году попал в австрийский плен.
Участник съезда белорусских национальных организаций в Минске (март 1917 года), съезда учителей Минской губернии (май 1917). С декабря 1917 в Вильно, участник создания Белорусского научного общества. В составе делегации от Виленской белорусской рады участвовал в сессии Рады Белорусской народной республики в Минске (24-25 марта 1918) и, с ноября 1918 года, в работе Литовской Тарибы. После прихода в Вильно Красной Армии работал в литературно-издательском отделе Наркомата просвещения Литовско-Белорусской ССР, заведовал белорусским издательством «Веда». Во время польско-советской войны 1919—1920 годов член Центральной белорусской рады Виленщины и Гродненщины, президиума Белорусской центральной школьной рады. Организует белорусские учительские курсы в Слуцке (1920), белорусские школы во Срединной Литве (1920/21).
Окончил Виленскую белорусскую гимназию (1921), Карлов университет в Праге (1926). Доктор славянской филологии и истории (1926). Преподавал белорусский язык в Варшавском университете (1928—1932) и Университете Стефана Батория в Вильно (1927—1940). Печатался в журнале Ластовского «Крывіч», западнобелорусских изданиях. Редактировал журнал «Родная мова» (1930—1931).
Ян Станкевич был послом Сейма Польши от Лидского округа (1928—1930). Беспартийный сторонник наименьшего сопротивления польскому авторитарному государству, он не раз подвергался критике со стороны белорусских политиков. Высказывался в пользу литовского присутствия в Вильно. В 1939 году арестован польскими властями (Лукишкская тюрьма).
В 1940 году Янка Станкевич выехал в Варшаву, где присоединился к деятельности Белорусского комитета. Станкевич сотрудничал с Вацлавом Ивановским, пытался наладить контакты с польским подпольем, создал конспиративную группу под названием Партия белорусских националистов (ПБН), целью которой являлось восстановление белорусской государственности в опоре на Польшу. С осени 1941 года жил в Минске, куда переместился и ЦК ПБН, недолго работал в школьном отделе Минской управы. С конца 1943 года Станкевич в Праге, позже вернулся в Минск, где устроился преподавателем истории в подофицерской школе полиции. Был членом Белорусской народной самопомощи, Белорусской партии независимости, научного отдела Белорусской центральной рады, нового Белорусского научного общества. Участник Второго Всебелорусского конгресса.
С 1944 года Ян Станкевич в эмиграции (Германия). Он преподавал историю в Мюнхене (Украинский свободный университет), Регенсбурге (Белорусская гимназия им. Янки Купалы), возобновил деятельность Белорусского научного общества.
С 1949 года Станкевич жил в США, участвовал в работе Белорусско-американского объединения, Белорусско-американского союза, возрождённой Рады БНР, издавал журналы «Веда», «Незалежнік», сотрудничал с Белорусским институтом науки и искусства и его изданием «Запісы», журналом «Сяўбіт», газетами «Бацькаўшчына» (Мюнхен), «Беларус» (Нью-Йорк) и др. Ради поощрения белорусистики основал Великолитовский фонд имени Льва Сапеги.
Умер в городе Хоторн, округ Пассейик, штат Нью-Джерси, США. Похоронен на белорусском кладбище в Саут-Ривере, Нью-Джерси.

## Языкотворец
Языковой пуризм Станкевича вылился в использование многочисленных неологизмов, заимствований из северо-западных белорусских говоров и западнорусского языка. Он предлагал для Беларуси названия «Крывія», «Вялікалітва» («крывічы», «вялікаліцьвіны»), чем однажды возмутил белорусских переселенцев Германии. Предложенные Станкевичем формы вежливого обращения «спадар/спадарыня» (господин/госпожа), альтернатива формам «пан/пані/панна», вошли в употребление не только среди послевоенной белорусской диаспоры, но — начиная с 1990-х — и среди всей нации.
В 1929 году Станкевич издал в Вильно пересказ книг «Робинзон Крузо» и «Дальнейшие приключения Робинзона Крузо» Даниеля Дефо. Дважды (1959, 1970) в переводе Станкевича выходил Новый завет, а позже при помощи Мойсея Гитлина свет увидела первая полная Библия на белорусском языке (1973, Нью-Йорк).

## Научная деятельность. Библиография
Ян Станкевич — автор трудов по белорусской истории, историографии, языковедению (около 40 книг и 100 статей). Транслитерировал кириллицей одну из арабографических татарских рукописей на белорусском языке 1-й половины XVIII века (Китаб Луцкевича).

### Книги, брошюры
- Беларускія мусульмане і беларуская літаратура арабскім пісьмом. Вільня, 1933 (3-е выд. Мн., 1991);
- Гістарычны творы / Ян Станкевіч. — Менск: Энцыклапедыкс, 2003. — 772 с. — ISBN 985-6599-77-6.
- Гісторыя беларускага языка. Вільня, 1939 (рэпр. выд.: Мн., 1992);
- Друкары Йван Хведаровіч Рагаза а Пётра Мсьціславец. Нью Ёрк, 1969;
- 3 украінскіх дачыненняў да Вялікалітвы-Беларусі. Нью Ёрк, 1970;
- Зьмена граматыкі беларускага языка ў БСРР. Вільня, 1936 (рэпр. выд.: Мн., 1991);
- Кніжка вучыцца чытаць і пісаць лацінкаю (Мн., 1943).
- Крыўя-Беларусь у мінуласці / Ян Станкевіч. — Вільня — Беласток: Інстытут беларусістыкі — Беларускае гістарычнае таварыства, 2010. — 772 с. — ISBN 83-60456-22-4.
- Курс гісторыі Крывіі — Беларусі. — Прага, 1941.
- Лемантар пераходны з лацініцы на кірыліцу (Мн., 1942).

### Статьи
- Беларускія плямёны і jіхняе расьсяленьне / Я. Станкевіч // Родная мова. — 1930. — № 1 — 2. — С.; № 3 — 4. — С.
- Гісторыя Беларусі і расейская чорная сотня // Спадчына. — 1998. — № 2. — С.
- Повесьці й апавяданьні беларускіх (крывіцкіх) летапісцаў / Я. Станкевіч // Маладая Беларусь. Кн. I. — Вільня, 1936. — С.

### Словари
- Маленькі маскоўска-беларускі (крывіцкі) слоўнічак фразэолёгічны і прыказкаў ды прывітаньні, зычэньні і інш. Менск. 1944
- Др. Я. Станкевіч. Беларуска‑расійскі (Вялікалітоўска‑расійскі) слоўнік. Byelorussian-Russian (Greatlitvan-Russian) Dictionary by Dr. J. Stankevich. — Published by: Lew Sapieha Greatlitvan (Byelorussian) Foundation, New York. Library of Congress Catalog Card No. 89-092248.

### Труды
- «Крыўя-Беларусь у мінуласьці»
- «Курс гісторыі Крывіі-Беларусі»
- «Этнаграфічныя й гістарычныя тэрыторыі й граніцы Беларусі»
- «Повесьці й апавяданьні беларускіх (крывіцкіх) летапісцаў»
- «Беларускія плямёны»
- Беларуская лацінка ад Яна Станкевіча // Историческая правда
- Сьвятая Бібля: Кнігі сьвятога пісьма Старога й Новага закону

### О Станкевиче
- Янка «Спадар» Станкевіч // Юрась Бушлякоў, Адам Воршыч
- Імёны Свабоды // Ўладзімер Арлоў
- Юрка Станкевіч: «Ніколі не чуў сабе амерыканцам» // Яніна Мельнікава